# Tehama megye
Tehama megye az Amerikai Egyesült Államokban, azon belül Kalifornia államban található. Megyeszékhelye Red Bluff. Lakosainak száma 65 829 fő (2020. április 1.). Tehama megye Shasta, Plumas, Glenn, Butte, Mendocino és Trinity megyékkel határos.

## Népesség
A megye népességének változása:
| Lakosok száma | 63 655 | 63 338 | 63 264 | 63 057 | 63 308 | 65 084 | 65 829 |
|               | 2010   | 2011   | 2012   | 2013   | 2015   | 2019   | 2020   |